# Aimone Alletti
Pour les articles homonymes, voir Aletti.
Aimone Alletti, né le 28 juin 1988 à Codogno en Italie est un joueur italien de volley-ball. Il mesure 2,07 m et joue central. Il est international italien.

## Clubs
| Club                | De        | À         |
| ------------------- | --------- | --------- |
| Piemonte Volley     | 2007-2008 | 2007-2008 |
| Crema Volley        | 2008-2009 | 2009-2010 |
| Volley Segrate 1978 | 2010-2011 | 2011-2012 |
| Umbria Volley       | 2012-2013 | 2012-2013 |
| Piemonte Volley     | 2013-2014 | …         |

## Palmarès
- Coupe d'Italie
  - Finaliste : 2013